# Epocilla xylina
Epocilla xylina är en spindelart som beskrevs av Simon 1906. Epocilla xylina ingår i släktet Epocilla och familjen hoppspindlar. Inga underarter finns listade i Catalogue of Life.